# 湖の琴
『湖の琴』（うみのこと）は、水上勉が発表した小説作品。1965年（昭和40年）7月から1年間読売新聞に連載の後、1966年から複数回にわたって単行本が発売された。
大正末期、滋賀県余呉湖の賤ヶ岳山麓の村で生糸を紡いでいた若い男女の悲恋物語である。

## あらすじ
大正末期、若狭から賤ヶ岳の麓の西山の生糸製造農家へ奉公に来た「さく」と「宇吉」はお互いに惹かれるところがあり、助け合いながら暮らしている。さくは京都の長唄の師匠「桐屋紋左エ門」に見初められ、京都へ移る。やがて師匠の子を身ごもったさくは西山へ帰り、心優しい喜太夫夫婦に慰められ、宇吉と一緒にいることの幸せをかみしめるが、自分の身体は穢れていると嘆き、お腹が大きくなって隠し切れずに自殺する。宇吉はさくを余呉湖の深い淵へ沈めることを思いつき、その遺体を入れた箱に自分も入れて余呉湖に身を投げる。

## 物語の背景
水上は文中で、『湖北風土記』から「余呉に大音、西山の二村あり。古くから繭をとり、糸を紡ぎ、之これを絃糸（げんし）となす。国中の琴糸、琵琶糸、三味線糸の大半を生産せり」を引用している。湖北・余呉湖の賤ヶ岳山麓の村では昔から「伊香具糸」（いかぐいと）と呼ばれる生糸が生産されており、それらは和楽器類の弦に使われてきた。この伝統は、現在でも受け継がれている。

## 出版
- 水上勉著『湖の琴』講談社（1966年）
- 水上勉著 講談社文庫『湖の琴』講談社（1968年）
- 水上勉著 角川文庫『湖の琴』角川書店 緑 256-10（1968年）
- 『水上勉全集 (7) 湖の琴・銀の庭』中央公論新社（1977年9月20日、ISBN 4-12-402207-7）

## 映像作品

### 映画
東映により映画化され、1966年11月13日に劇場公開された。カラー。シネマスコープ。佐久間良子主演、田坂具隆監督。芸術祭参加作品。
製作
当時、時代劇のメッカ・東映京都撮影所を（以下、東映京都）任侠映画中心へ切り換えを本格化させていた同撮影所長・岡田茂が、1965年5月、「東映京都で『893愚連隊』（中島貞夫監督）を第一作に現代劇路線を敷く」と発表。『893愚連隊』は、東映京都での現代劇としては『悪魔が来りて笛を吹く』（松田定次監督、1954年）以来12年ぶりであった。合わせて「もちろん、時代劇をやめるということではなく、これからは時代劇、現代劇の区別なくなんでもやらなければいけない」「時代劇も、どんどん今日の感覚にマッチしたものを作り上げていかなければ取り残されてしまう。私はかねがね、京都の監督や俳優にそのことを言い続けてきたが、やはり実際に撮ってみなければ分からないから」と、『893愚連隊』を皮切りに、渡辺祐介監督で『悪童』、神戸を舞台にした『汚れた顔の紳士・日本暗黒街』(『日本暗黒街』)、本作『湖の琴』の四本を東映京都で製作する現代劇として製作を決めた。
当時は岡田の指揮するヤクザとアクションが本格化しており、その罪滅ぼしに作ったようだなどと揶揄された。東映で女性映画が作られるのは久しぶりだった。佐久間良子は「これまでは男性陣にお仕事の場をすっかり取られた形でしたが、それも会社の営業方針とあれば仕方のないことだと思いますが、わたしにとってみれば非常に淋しいことです。何も映画を見る方が全部男性アクションものばかりを好むとは思えませんので、東映カラーを反映した独自の女性映画を作って欲しいと思います」と話し、ヤクザやグロものの出演を拒否し、会社と揉め、1966年3月で契約切れした後、契約更新に応じず。1965年の契約は6本だったが、4本しか消化できず、1966年に『愛欲』と本作を撮り、残った2本を消化した。テレビ出演は「妥協をしたくないから出ない」と自身で言ったが、他社(映画会社)出演を認めて欲しいと会社に主張したが拒否されていた。このため佐久間は1966年は収入が0だった。本作は『五番町夕霧楼』『越後つついし親不知』でヒロインを熱演した佐久間が、三たび水上文学に取り組んだものだが、こうした文芸作品しか佐久間が出演に応じなかった。
脚本・撮影
監督田坂具隆、脚色鈴木尚之、主演佐久間良子というトリオは、『五番町夕霧楼』で大成功を収め、以来、水上勉からの信頼も厚かった。本作のヒロインさくは長唄の師匠に凌辱され、やがて成熟した美しいからだは、無法の行為にも燃えるようになるという女の業を描いていたが、鈴木脚色ではひたすら美しい純情悲恋に置き換え、清純派のヒロインにしてしまった。水上は鈴木と話し合いを持ったが変更はされず、『シナリオ』1966年11月号で不満を述べている。 
琵琶湖湖畔に長期間のロケを敢行。賤ヶ岳の麓、北陸本線木ノ本駅から車で数分の料理旅館「想古亭」に佐久間ら出演者が長期間寝泊まりした。2001年頃は撮影当時とそのままの風情が残り、長唄師匠役の二代目 中村鴈治郎が入浴した五右衛門風呂もそのまま残っていた。佐久間は映画出演が途絶え、舞台女優になっていた2001年の新聞取材で、苦しい時期に本気で取り組んだ本作の撮影を懐かしみ、「もう一度あそこに行ってみたい」と話したという。
興行形態
短い記録映画『海に生きる』が付くが、大作一本立て興行。
エピソード
この映画の宣伝ポスターを観た三保ヶ関親方（元大関増位山大志郎）は、「湖」を「うみ」と読ませてもいいのだと気づき、北海道洞爺湖畔の町から入門した小畑敏満に「北の湖敏満」の四股名を与えることにした。
ソフト化状況
2011年1月21日、東映ビデオから本作を収録したDVDが発売された（品番：DSTD-03336）。このDVDは、2016年3月9日に同社から再発売された（品番：DUTD-03336）。

### テレビドラマ
映画公開翌年の1967年にはTBSによってテレビドラマ化され、同年4月3日から6月30日までTBS系列局で放送された。放送時間は毎週月曜 - 金曜 14:00 - 14:15 （日本標準時）。脚本担当は生田直親。出演者は田島和子、岩崎信忠、小栗一也、東恵美子。
| TBS系列 月曜 - 金曜 14:00 - 14:15           | TBS系列 月曜 - 金曜 14:00 - 14:15       | TBS系列 月曜 - 金曜 14:00 - 14:15         |
| 前番組                                      | 番組名                                  | 次番組                                    |
| ------------------------------------------- | --------------------------------------- | ----------------------------------------- |
| 赤い殺意 （1966年10月24日 - 1967年3月31日） | 湖の琴 （1967年4月3日 - 1967年6月30日） | すりかえ （1967年7月3日 - 1967年9月29日） |